# 후이 히우

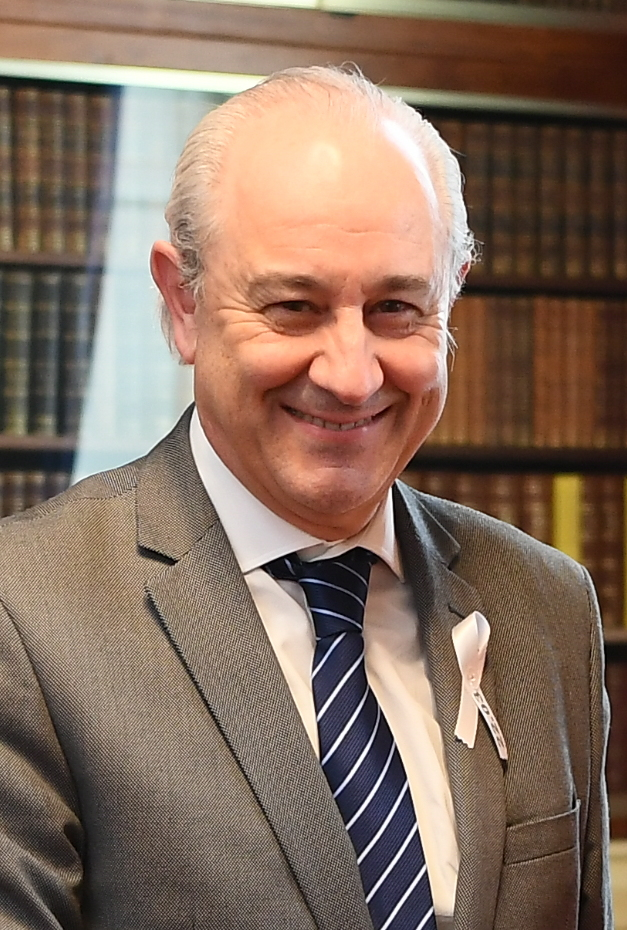
후이 히우

후이 페르난두 다 실바 히우(포르투갈어: Rui Fernando da Silva Rio, 1957년 8월 6일 ~ )는 포르투갈의 정치인으로, 전 포르투 시장이었다. 2018년 1월 13일 54%의 득표율로 사회민주당 대표에 선출되었으며, 동시에 야권대표로도 선출되었다.
포르투 독일인 학교에서 수학했으며, 포르투 대학교에서 경제학을 전공했다. 대학 시절 학생회장 및 교육학회원을 지내기도 했다.